# Listropsylla fouriei
Listropsylla fouriei är en loppart som beskrevs av De Meillon 1937. Listropsylla fouriei ingår i släktet Listropsylla och familjen mullvadsloppor. Inga underarter finns listade i Catalogue of Life.